# Дело Элизы Армстронг
Дело Элизы Армстронг (англ. Eliza Armstrong case) — скандал в викторианской Великобритании в 1885 году. Поводом послужила откровенная статья британского журналиста и пионера журналистских расследований Уильяма Томаса Стеда, в которой описывались до того скрытые от широкой общественности проблемы детской проституции, торговли детьми и «белого рабства».
Статья Стеда под названием «Жертвоприношение девы в современном Вавилоне» (The Maiden Tribute of Modern Babylon) не только повергла в шок викторианскую общественность, но и привела к изменению законодательства и к негативным правовым последствиям для самого Стеда.

## Социальный контекст
Большую часть XIX века возраст сексуального согласия в Соединённом Королевстве равнялся двенадцати годам. Со второй половины XIX века активисты движения «Общественная чистота» (Social Purity movement), возглавляемые феминисткой Жозефиной Батлер, стремились улучшить положение детей и женщин в викторианском обществе. Так, они добились отмены Закона об инфекционных заболеваниях, направленного на выявление женщин, подозреваемых в занятии проституцией и носительниц венерических болезней. На практике закон оказался не только малоэффективен (поскольку проституция была широко распространена в викторианском обществе, а тема контрацепции табуировалась), но и закреплял неравенство между мужчинами и женщинами, поскольку санкции применялись лишь к женщинам.
В то же время движение обратилось к проблеме проституции и злоупотреблений, совершаемых мужчинами в отношении женщин. Особенно беспокоила британцев практика «заманивания» и похищения британских девушек и женщин для работы в борделях в Европе. Возраст согласия был повышен до тринадцати лет в 1875 году внесением поправок в Акт о преступлениях против личности (1861). Хотя члены «Общественной чистоты» рассчитывали, что в будущем станет возможно повышение возраста согласия до шестнадцати лет, эти изменения не были одобрены Парламентом.

## Элиза «Лили» Армстронг
Для демонстрации обществу масштаба проблемы, связанной с вовлечением несовершеннолетних в проституцию, Стед решил разыграть покупку несовершеннолетней девочки. Он связался с бывшей проституткой и содержательницей борделя Ребеккой Джарретт (Rebecca Jarret), которая должна была сыграть саму себя в прошлом, а Стед — клиента-покупателя.
Вместе они разыскали подходящую неблагополучную семью — это оказалась семья Армстронг. Отец семейства работал трубочистом и, как и его жена, злоупотреблял алкоголем. Их дочери Элизе было тринадцать лет. Матери было предложено «продать» дочь за пять фунтов (574 фунта по курсу 2014 года), на что та согласилась. Формально речь шла о работе для дочери в качестве служанки, но, по словам Стеда и Джарретт, мать прекрасно понимала, что отдаёт дочь для оказания сексуальных услуг.
Элизу отвезли на медицинское освидетельствование с целью убедиться, что она девственница. Осмотр осуществляла акушерка Луиза Мурез (Louise Mourez), по совместительству осуществлявшая подпольные аборты. Она же дала Стеду бутылку хлороформа, который тогда использовали в медицине в качестве обезболивающего, и посоветовала усыпить им девочку, чтобы она не сопротивлялась. Элизу под действием хлороформа (или, по другой версии, напоив шампанским) доставили в бордель. Вскоре туда под видом клиента прибыл Стед. Некоторое время он пробыл наедине с девочкой, находившейся в бессознательном состоянии. В какой-то момент она проснулась и закричала от испуга, после чего Стед вышел, создав тем самым у окружающих впечатление, что лишил девочку невинности (в действительности он не прикасался к ней).
После этой истории Элизу отправили во Францию, в приёмную семью членов Армии спасения. О дальнейшей её судьбе нет достоверных сведений, кроме того, что позже она обучалась в специальной школе, чтобы стать домашней прислугой.
Стед же начал работу над своей статьей, в которой скрыл настоящее имя Элизы и то, что сам был её «покупателем». Девочка фигурировала под вымышленным именем Лили.

## Последствия

### Социальные последствия
После публикации статьи Стеда под названием «Жертвоприношение девы в современном Вавилоне» (The Maiden Tribute of Modern Babylon) викторианское общество было потрясено. В своей статье Стед обращал внимание на проблемы, связанные с сексуальными злоупотреблениями, такие как: торговля детьми, изнасилования детей, сводничество, растление и обман девиц и женщин, международная торговля девушками, жестокие и «противоестественные» преступления против женщин. В статье автор использовал отсылки к истории и мифологии для того, чтобы показать современникам всю низость происходящего (город Вавилон в Библии, как Содом и Гоморра, являлся синонимом греха и блуда).
Стед писал, что дети двенадцати-тринадцати лет, как правило, не вполне понимают, что в действительности происходит, когда их приводят в бордель или к покупателю, не могут оказать сопротивления и по сути являются жертвами изнасилований. Стед настаивал на необходимости различать проституцию как осознанное и добровольное занятие женщины и как преступное вовлечение в это дело, с которым сталкиваются малолетние девочки с ведома и зачастую прямого согласия их родителей.
Викторианская мораль была склонна к обвинению женщин в таких ситуациях, объединяя всех женщин «постыдного занятия» в одну категорию, не разделяя по возрасту или обстоятельствам, которые побудили их выбрать такую профессию. Секс считался «грязным» и «оскверняющим» именно для женщины, в то время как для мужчины поход в бордель считался своего рода «неизбежным злом», меньшим, к примеру, чем прелюбодеяние с замужней женщиной или чрезмерное сексуальное внимание к собственной жене (к примеру, в период её беременности). Вместе с тем викторианцы отличались повышенно трепетным отношением к детям, фактически существовал культ детства, невинности, чистоты, который противопоставлялся грязному и порочному миру взрослых.
Чтобы поколебать предубеждение общества в отношении молодых проституток, Стед в подробностях описывал, через показания свидетелей, как происходят надругательства над девственницами, которые, как правило, до последнего не знают, что их ждет, а оказавшись в спальне с клиентом, кричат и плачут.
Статья буквально потрясла сентиментальное и вместе с тем падкое на пикантные и жуткие истории викторианское общество, мгновенно став главной темой для обсуждения. Газеты с опубликованной статьей продавались по цене в 12 раз выше обычной. Скандал быстро распространился за океан, и Стед стал получать телеграммы из Америки с вопросами о его расследовании.
Стед и его сторонники требовали немедленного принятия поправок к действующему уголовному законодательству, повышения возраста сексуального согласия с 13 до 16 лет и криминализации вовлечения несовершеннолетних в проституцию. В Лондоне проходили массовые акции протеста. Правительство и члены парламента, до того закрывавшие глаза на существование детской проституции, опасаясь дальнейших народных выступлений и обвинений оппозиции в потворстве преступлениям против несовершеннолетних, в результате одобрили законопроект.
Акт о поправках к уголовному законодательству, вносивший изменения в Акт о преступлениях против личности 1861 года, был принят в том же 1885 году, что было безусловной заслугой Стеда и его сторонников. Поправки включали в себя увеличение возраста согласия до 16 лет; ответственность для опекунов несовершеннолетних, потворствующих их растлению, и для владельцев заведений, где осуществляются сексуальные действия над детьми; криминализация вовлечения в проституцию путем похищения, обмана, запугивания и т. д. Также согласно принятому акту вводилась дополнительная уголовная ответственность для мужчин-гомосексуалов, теперь не только за половой акт, но и за любые проявления «грубой непристойности» (gross indecency), определения которой в самом законе не содержалось.

### Последствия для участников
На фоне всеобщего внимания к статье Стеда журналисты других изданий (в том числе The Times) быстро выяснили и настоящее имя девочки, и роль Стеда как покупателя в этой истории. Объявился отец Элизы (не участвовавший в «продаже» дочери) и потребовал призвать Стеда к ответу за похищение Элизы. Мать Элизы публично заявила, что не знала, что продает дочь в бордель, и искренне считала, что девочка будет работать горничной у «некоего пожилого джентльмена».
Стед и его помощники совершили ряд ошибок, которые не позволили им оправдать себя: не заручились согласием отца девочки (что положено было сделать по закону), не имели письменных подтверждений факта оплаты и не смогли доказать, что миссис Армстронг знала и говорила, для чего продает дочь.
Стед, Ребекка Джарретт, Брэмвелл Бут (лидер Армии спасения и сын её основателя, Уильяма Бута), акушерка Луиза Мурез и ещё двое участников дела были арестованы по обвинению в похищении Элизы Армстронг. На суде Стед признавал свои ошибки, однако не признал вину по предъявленному ему обвинению. В результате Стед, Джарретт и Мурез были признаны виновными, а остальные — оправданы.
Суд учёл благие намерения обвиняемых и назначил довольно мягкое наказание — три месяца тюрьмы самому Стеду и по шесть — женщинам. Стед легко перенес свое заключение; по его словам, с ним обращались прекрасно, и он провел в тюрьме «прекрасный сезон отпуска», чего нельзя было сказать о Джарретт и Мурез, чьи условия содержания были намного хуже. Мурез умерла в заключении. После освобождения Стед продолжал свою журналистскую и общественную деятельность, продолжая пользоваться широкой народной поддержкой.